# Протестантизм в Монголии
Протестантизм в Монголии — крупнейшее направление христианства в стране. По данным «Энциклопедии религий» Дж. Г. Мелтона в 2010 году в Монголии насчитывалось 34 тыс. протестантов и независимых групп протестантского толка. Исследование Pew Research Center насчитало в Монголии 40 тыс. протестантов. При этом протестанты являются одной из самых быстрорастущих религиозных групп. В 2000 году в стране было лишь 15 тыс. протестантов.

## Исторический обзор

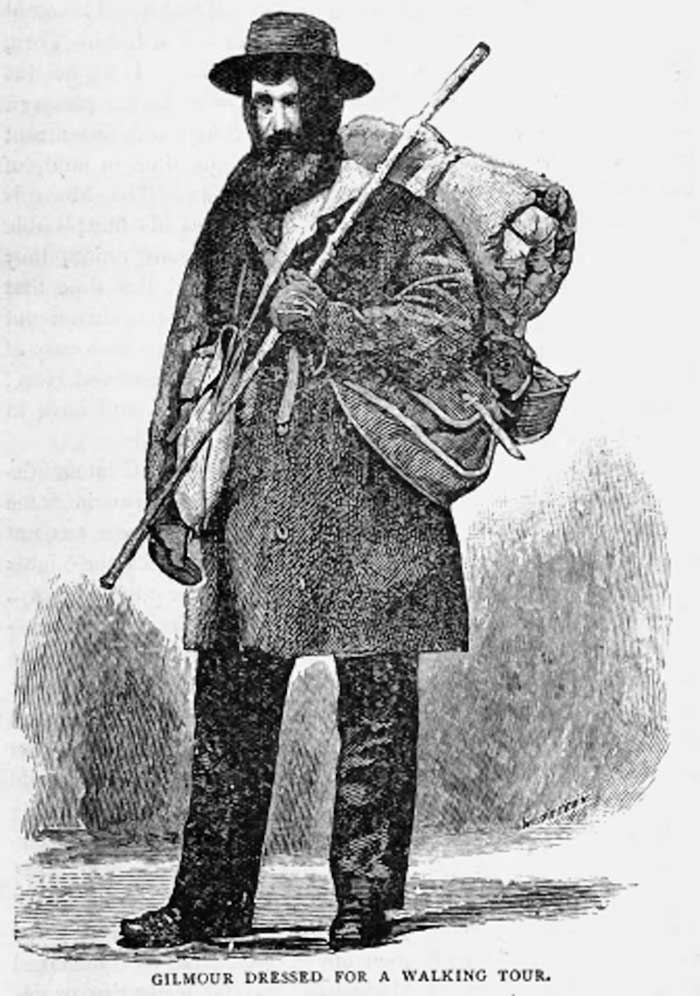
Джеймс Гилмор — протестантский миссионер в Монголии

Первые последователи христианства появились в Монголии ещё в VII веке, однако сведений о дальнейшей судьбе первых христиан не сохранилось. Существуют свидетельства о католической миссии в стране в XIII веке. В XIX веке русские эмигранты открыли в стране православный приход.
Первые протестантские миссионеры из Лондонского миссионерского общества прибыли в страну в 1817 году. Ими был сделан перевод Библии на монгольский язык. Позже несколько миссионерских поездок в Монголию совершил Джеймс Гилмор. Гилмор ходил пешком по стране, распространяя Библии и оказывая медицинскую помощь. 
В 20-е годы коммунистическое правительство провело репрессивные меры против протестантов, их организации оказались вне закона. После падения режима МНР протестантские миссионеры стали активными снова. 
В 1994 году в 30 протестантских центрах насчитывалось 4,5 тыс. верующих. В стране начал работу христианский телевизионный канал Eagle TV и про-христианская радиостанция «Семейное радио». По утверждению работников евангельской миссии WEC International, в 2000 году в Монголии служили 362 миссионера.

## Основные союзы и церкви
В 2000 году в стране действовало 170 протестантских церквей, объединённых в 23 союза.
В 2001 году численность пятидесятников и харизматов составила 9,9 тыс. верующих. К 2010 году это число увеличилось до 22,1 тыс. В 1993 году в стране была организована первая церковь Ассамблей Бога. По собственным данным, в настоящее время Ассамблеи Бога увеличились до 18 поместных церквей и открыли библейский колледж в Улан-Баторе. Прихожанами церкви являются 2,9 тыс. человек. С 2006 года в Монголии трудятся миссионеры Церкви Бога. В настоящий момент Церковь Бога сообщает о наличии 3 церквей в Монголии.
К пятидесятникам примыкают верующие харизматических церквей. Первые харизматические группы появились в стране в 1986 году. В 2000 году евангельская миссия WEC International насчитала 6 харизматических деноминаций.
Церковь адвентистов седьмого дня действует в Монголии с 1992 года. По утверждениям самих адвентистов, в 2011 году их церковь насчитывала 1760 взрослых крещённых членов церкви в 4 церквах. С 2000 года Улан-Баторе действует адвентистская языковая школа.
Миссионеры Южной баптистской конвенции прибыли в Монголию в 1992 году. В 2000 году созданная ими Конференция баптистских церквей заявляла о наличии 7 общин и ок. 500 прихожан.
Лютеране действуют в Монголии с 1992 года. По утверждению Джона Гиббенса, основателя Монгольского библейского общества, в 2000 году 3 лютеранские церкви объединяли 1 тыс. прихожан.

## Социальная деятельность и влияние на общество
Помимо духовной проповеди, монгольские протестанты занимаются широкой социальной работой. Социальная деятельность протестантов сводится к заботе о жизни бедных слоёв общества; бесплатной раздаче одежды, лекарств и продуктов; организации бесплатных обедов; медицинской помощи; работе среди бездомных детей и инвалидов. Для доставки гуманитарных грузов в отдалённые уголки страны иногда используется авиация. Другими формами социальной деятельности является борьба с алкоголизмом, работа по социализации бывших заключённых, борьба с насилием в местных поселениях. 
Протестантские церкви также проводят курсы английского языка и компьютерной грамотности, лекции по воспитанию детей, обучение музыке и танцам. Ряд протестантских НПО проводят обучающие семинары для предпринимателей малого и среднего бизнеса и поддерживают программы по развитию сельского хозяйства. 
Исследователи отмечают, что социальная деятельность христиан является причиной успеха христианской миссии в стране и служит способом привлечения новых прихожан. У определённой части общества само христианство стало ассоциироваться с правами и свободами человека, демократическими ценностями и прогрессом. Несмотря на неоднозначное отношение к христианству в монгольском обществе, активная деятельность в социальной сфере помогла миссионерам снискать симпатии части монгольского общества.

### Критика
Деятельность протестантских миссионеров вызывает широкий общественный резонанс и критику со стороны значительной части монгольского общества. Многие монголы считают миссионерскую деятельность серьезной опасностью национальной идентичности, традициям и культуре. В частности, они опасаются, что монгольскую идентичность потеряет молодёжь, поскольку именно она составляет большинство обращённых. Монгольский журналист и буддист Доржийн Сухбаатар утверждает, что христианские миссионеры «покупают паству» за деньги и призывает государство на законодательном уровне ограничить деятельность миссионеров. Также, Сухбаатар полагает, что социальная деятельность христиан подменяет духовные стимулы материальными. Схожее мнение высказывал глава буддистов Далай-лама XIV, утверждая, что миссионеры платят 15 долларов за переход в христианство. Обращаясь к миссионерам, Далай-лама посоветовал им «позволить людям в Монголии оставаться традиционными буддистами».
Настоятель Гандантэгченлина Д. Чойжамц обвинил христианские группы в саморекламе и создании культуры зависимости от различных программ (таких как бесплатные столовые), сказав в августе 2006 года в телевизионном интервью: «Мы, буддисты, также помогаем бедным и нуждающимся, но мы делаем это частным образом, а не перед средствами массовой информации».
По мнению российского исследователя А. В. Михалёва, высокая активность протестантов в Монголии вызвана внешнеполитическими процессами (переделом сфер влияния в Азии и борьбой за природные ресурсы). Михалёв полагает, что задачей протестантских миссий является увеличение степени присутствия и идеологического влияния США и Южной Кореи в Монголии.